# Waldemar Podolski
Waldemar Podolski (* 4. April 1955 in Polen) ist ein ehemaliger deutsch-polnischer Fußballspieler.

## Karriere
Podolski begann mit dem Fußballspielen bei GKS Walka Makoszowy, einem Stadtteilverein aus Zabrze. Später wechselte er als Jugendspieler zu GZKS Sośnica Gliwice. 1978 wurde er als Mittelfeldspieler vom damaligen Erstligisten TS Szombierki Bytom verpflichtet. Dort bestritt Podolski aber lediglich in der Rückrunde der Saison 1978/79 ein einziges Ligaspiel für den Verein.
Kurz nach Beginn der Saison 1979/80, in der TS Szombierki Bytom anschließend die polnische Meisterschaft gewinnen konnte, wechselte Podolski zum damaligen Zweitligisten KS Górník Knurów. In der Saison 1981/82 spielte er schließlich für den Zweitligisten ROW Rybnik und erzielte 16 Tore. Damit belegte er den dritten Rang in der Torschützenliste der Saison.
Nach der Saison kehrte er zu Górník Knurów zurück, wo er bis zu seinem Karriereende 1987 spielte.

## Privates
Nach seiner Zeit bei Szombierki Bytom machte Podolski sein Lehramtsstudium im Fach Englisch. 1987 kam er mit seiner Familie als Aussiedler nach Deutschland und zog nach Bergheim in der Nähe von Köln. Dorthin waren bereits seine Eltern als ehemalige Bürger des Deutschen Reichs übergesiedelt. Er ist mit Krystyna Podolska verheiratet, die der polnischen Handballnationalmannschaft angehörte. Beide sind Eltern einer Tochter (* 1980) und eines Sohnes, Lukas (* 1985). Dieser ist ebenfalls Fußballspieler und spielte für die deutsche Nationalmannschaft.
Von Februar 1990 bis Januar 2017 arbeitete Podolski beim Heizungshersteller Vaillant in Bergheim.